# Nikolai Pawlowitsch Selepukin
Nikolai Pawlowitsch Selepukin (russisch Николай Павлович Зелепукин; * 10. September 1917 im Dorf Pokrowskoje, Gouvernement Tomsk; † 23. August 1993) war ein russischer Schachkomponist, Schachautor und ukrainischer Schachfunktionär. Er war von 1949 bis 1955 Vorsitzender der ukrainischen Schachföderation  und von 1947 bis 1955 sowie von 1972 bis 1986 jeweils Vorsitzender der Kommission für Schachkomposition der Ukrainischen SSR. Von Beruf war er Ingenieur.

## Schachkomposition
Seit 1948 veröffentlichte Selepukin über 500 Schachaufgaben, vorwiegend Zwei- und Dreizüger. In Turnieren erhielt er 105 Auszeichnungen, darunter 55 Preise.

## Autor
Selepukin gab einige Bücher zur Schachkomposition heraus. Sein auch in Deutsch erschienenes Wörterbuch der Schachkomposition enthält allerdings eine Reihe von Ungenauigkeiten und Fehlern.

## Werke
- Selepukin, Nikolai Pawlowitsch: Schachmatnaja komposizija na Ukraine. 1957 (russisch)
- Selepukin, Nikolai Pawlowitsch: Sostawlenije schachmatnych sadatsch. 1970 (russisch)
- Selepukin, Nikolai Pawlowitsch: Slowar schachmatnoj komposizii. Sdorowja, Kiew, 1982 (2. Auflage 1985) (russisch)
- Selepukin, Nikolai Pawlowitsch u. a.: Komposizija na schachmatnoj doske. 1985 (russisch)